# شهرستان یونیون (ایندیانا)
شهرستان یونیون، ایندیانا (به انگلیسی: Union County, Indiana) شهرستانی در ایالات متحده آمریکا است که در ایندیانا واقع شده‌است.